# Les Planches-en-Montagne
Les Planches-en-Montagne is een gemeente in het Franse departement Jura (regio Bourgogne-Franche-Comté) en telt 148 inwoners (2005). De plaats maakt deel uit van het arrondissement Lons-le-Saunier.

## Geografie
De oppervlakte van Les Planches-en-Montagne bedraagt 13,2 km², de bevolkingsdichtheid is 11,2 inwoners per km².

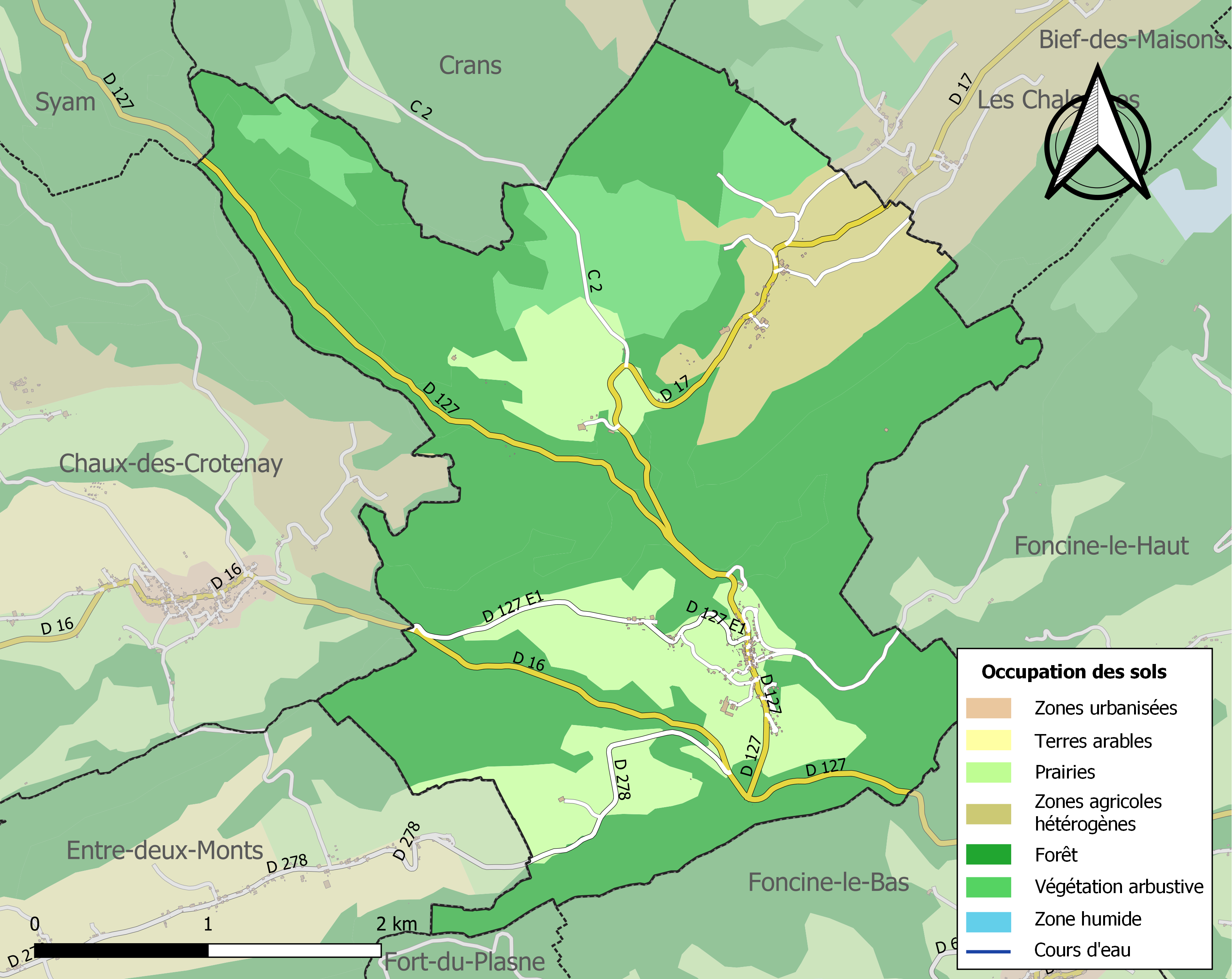
Kaart van de gemeente met de belangrijkste infrastructuur, bodemgebruik en omliggende gemeenten

## Demografie
Onderstaande figuur toont het verloop van het inwonertal (bron: INSEE-tellingen).